# 연가시강
연가시강(Gordioida)은 내부 장기가 퇴화하여 복신경삭(複神經索)만 있다. 성체(成體)는 민물 또는 물기 많은 토양에 서식한다. 유생(幼生)은 주로 수서곤충류에 기생하다가, 성체가 된 뒤 민물로 돌아온다. 성체는 대부분 몸길이 15~90cm가량으로 가늘며, 성체의 몸빛은 대체로 옅은 갈색~검은색이다.
주로 수서곤충, 육식곤충에 기생하는데, 보통 잠자리, 강도래 등의 수서곤충, 메뚜기, 딱정벌레, 특히 여치, 사마귀 등에게 기생한다. 감염된 곤충 일부는 연가시에 의해 뇌와 신경마디가 지배된다. 연가시는 숙주 곤충의  체강 속에서 살다가, 성충이 되면 곤충의 신체를 뚫고 나오거나 물 주변에 가서 물로 나와 물 속에서 자유생활을 하며 가을에 교미와 산란 뒤 죽는다. 연가시가 빠져나간 곤충은 자기 몸보다 더 긴 연가시가 나오면서 대부분 빈사상태에 이르게 되고 결국에는 죽게 된다. 이러한 특성 때문에 연가시가 사람에게 기생한다는 괴담이 있기도 했지만, 신체 구조가 확연히 다른 인간은 연가시에 감염되지 않는다. 19개 속에 약 300여 종이 있으며, 한국에는 6종이 알려져 있다.
서식지도 매우 다양하여, 보통 깨끗한 물에서 서식하지만, 물가나 웅덩이, 연못, 저수지 등 물이 있는 곳이나 습기가 있는 곳에서도 발견할 수 있다.

## 분류
연가시강 (Gordioida)
- 흑연가시목 (Chordodea)
  - 흑연가시과 또는 검은연가시과 (Chordodidae)
    - Chordodes
    - Dacochordodes
    - Euchordodes
    - Neochordodes
    - Pantachordodes
    - Pseudochordodes

  - 진주철선충과 (Parachordodidae)
    - Beatogordius
    - Gordionus
    - Parachordodes
    - Paragordionus
    - Semigordionus

  - 파라고르디우스과 (Paragordiidae)
    - 파라고르디우스속 (Paragordius) - 파라고르디우스 트리쿠스피다투스 (Paragordius tricuspidatus)

  - 스피노코르도데스과 (Spinochordodidae)
    - 스피노코르도데스속 (Spinochordodes) - 스피노코르도데스 텔리니 (Spinochordodes tellinii)
- 연가시목 (Gordea)
  - 연가시과 (Gordiidae)
    - Acutogordius
    - 연가시속 (Gordius) - 연가시 (Gordius aquaticus)

## 참고 문헌
- 《동물분류학》 - 한국동물분류학회(2008), 집현사